# Hallesche FV Sportfreunde
Maillots
Dernière mise à jour : 1er mars 2011.
Le Hallesche FV Sportfreunde fut un club allemand de football qui était localisé à Halle dans la Saxe-Anhalt.
Il exista de 1903 à 1945 et un des rivaux des autres grands clubs locaux sue furent le Hallescher FC 1896, le Hallescher FC Wacker 1900 ou le Borussia 02.

## Histoire
Le club fut fondé le 2 septembre 1903 sous la dénomination Hallescher Fussballclub Britannia. Peu après le déclenchement de la Première Guerre mondiale, en raison du fort ressentiment anti-britannique, le club fut rebaptisé Hallesche FV Sportfreunde.
Le club participa au championnat de la Saalegau de la Verbandes Mitteldeutscher Ballspiel-Vereine (VMBV). Il participa deux fois au tour final de la VMBV mais fut à chaque fois battu en demi-finales (contre Dresdner SC et SC 06 Oberlind).
Après la création des Gauligen sur ordre des Nazis dès leur arrivée au pouvoir, le Sportfreunde se qualifia pour la Gauliga Mitte pour la saison 1934-1935. Il y joua quatre saisons. Relégué en 1938, il revint en 1939 mais dut à nouveau descendre. Le club remonta en 1942 jusqu’en 1944.
En 1945, le club fut dissous par les Alliés, comme tous les clubs et associations allemands (voir Directive n°23). Il ne fut jamais reconstitué.